# Kenji Yamamoto (football)
Kenji Yamamoto (山本 健二, Yamamoto Kenji), né le 28 août 1965, est un footballeur japonais.

## Biographie
Yamamoto commence sa carrière en 1988 avec le club du Furukawa Electric (JEF United Ichihara), club de Japan Soccer League. Avec ce club, il atteint la finale de la Coupe du Japon en 1990. Il dispute un total de 53 matchs en première division avec le club. En 1993, il est transféré au NTT Kanto, club de deuxième division. En 1994, il retourne au JEF United Ichihara. Il dispute un total de 29 matchs en première division avec le club. En 1995, il met un terme à sa carrière de footballeur.